# Joseph Erico
Joseph Bassey Erico (ur. 1949 – zm. styczeń 2021 w Lagos) – nigeryjski piłkarz grający na pozycji bramkarza. W swojej karierze grał w reprezentacji Nigerii.

## Kariera klubowa
W swojej karierze piłkarskiej Erico grał w klubie NEPA Lagos FC.

## Kariera reprezentacyjna
W 1976 roku Erico został powołany do reprezentacji Nigerii na Puchar Narodów Afryki 1976. Zagrał w nim w sześciu meczach: grupowych z Zairem (4:2), z Sudanem (1:0) i z Marokiem (1:3) oraz w fazie finałowej z Gwineą (1:1), z Marokiem (1:2) i z Egiptem (3:2). Z Nigerią zajął 3. miejsce w tym turnieju.